# أفراسياب

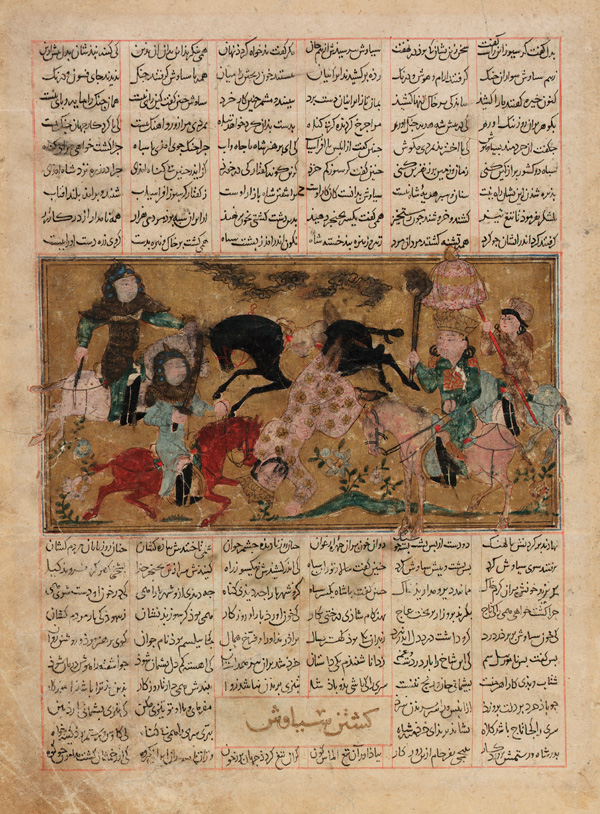
منمنمة فارسية من الشاهنامة تصوّر اعتقال أفراسياب لسياوش

أفراسياب ابن بشنك سبط تور بن فريدون بن ابثين من أهم الشخصيات الشاهنامة وقد ذكر اسمه في الأساطير الإيرانية الدينية والتاريخية. ويقول بعض المؤرخين أن أفراسياب ملك 200 سنة، وبعضهم أنه ملك قرابة 400 سنة. وأفراسياب عند الإيرانيين أحد الأرواح الشريرة الثلاثة التي أصابت إيران بأعظم الكوارث. والآخران الضحاك واسكندر المقدونى.

## في الأفستا
في الأفستا أن « فرَنكَر سَينا أو أفراسياب التورانى تقرب إلى أردقيسورا أناهتاالتي تعيش بمغارة تحت الأرض، بمائة حصان وألف ثور وعشرة آلاف حمل، سائلا إياهاأن تؤيده حتى يظفر بالمجد الذي يموج في وسط بحر قوركشا والذي هو للأمة الإيرانية ولكن دعاءه لم يستجب. وفي موضع آخر تصف الأفستا كيف حاول أفراسياب ثلاث مرات أن يظفر بمجد الإيرانيين في البحر. وكلما أخفق أوعد بإهلاك الحرث وتدنيس المياه.

## في الشاهنامة
وجه أفراسياب جيشاً إلي زابلستان. فهزم الإيرانيون أرسل الملك نوذر حرمه وذخائره إلي فارس. فأسر أفراسياب نوذر الملك وقتله. في عهد كيقباد عرض أفراسياب الصلح علي كيقباد ورفض رستم له. فهرب كيقباد إلى إصطخر من بلاد فارس عندما ذهب رستم لحرب أفراسياب، فهزم أفراسياب وجنوده تلك المرّة.
عندما قصد افراسياب لإيران في عهد كيكاووس كان سياوش قائد الجيش، فانهزمت الأتراك. ثم يزيد دم آخر حين تصل القصة الرحم بين بنى إيرج وبنى تور، بتزويج سياوخش بن كى ‌كاوس من فرنجيس بنت أفراسياب، لتقطعها حين يَقتل أفراسيابُ سياوخش في توران. ويؤذن هذا بأشد أطوار التناحر بين الأمتين في عهد الملك كى‌خسرو بن سياوش وفرنجيس ابن بنت أفراسياب.
تكون الوقائع سجالا حتى تنتهى بموقعة يازدهرخ التي قتل فيها القائد التورانى الحكيم بيران، ومعظم أبطاله. ثم يتولى لحرب كى ‌خسرو نفسه ويهزم حدّه مرة بعد أخرى ثم يتعقبه سائرا إلى ختن ثم بلاد التيز ومكران. ثم يركب بحرا تقطعه السفن في ستة أشهر ثم يخلص إلى البر فاذا قوم لغتهم تقارب لغة مكران ونظامهم كنظام الصين، ويسير مائة فرسخ إلى قلعة كنك.
و كان أفراسياب قد هرب حين بلغه أن كى ‌خسرو قد عبر بحر كيماك. رجع الملك لم يظفر بطلبته فعبر البحر في سبعة أشهر وسار إلى مكران فالصين فسياوش كِرد فجنة كنكر حيث أقام سنة ثم ولى كستهم من كجغار إلى حدود الصين، وأمره بالجدّ في طلب أفراسياب. ثم قفل إلى إيران ما را على السغد فبخارى فبلخ حيث رتب جيشا وترك قائدا ثم واصل السير إلى الطالقان فمروالروز فنيسابور فالرى فبغداد. لم يرض كى ‌خسرو أن يقفل غير ظافر بأفراسياب. وقد فعل كل ما يستطيع فلم يلحقه، فلم يبق إلا الالتجاء إلى اللّه.
و كذلك سار الملك وجده كى ‌كاوس إلى آتشكده في آذربيجان اسمه آذركشسب. وبينما هما هنالك سمع بعض النساك صوت رجل في غار يندب حظه ويبكى على سالف مجده فعرف أنه أفراسياب طلبة الملك. فيمسكه ويأتي به إلى الملك فيقتله غير سامع لضراعته ولا مبق على رحمه. وبهذا ينتهى ذلك الطور من الجلاد الطويل الذي يقترن في كل وقعاته بذكر أفراسياب.